# Frederikshavn Værft
Die dänische Frederikshavn Værft (Frederikshavn-Werft) bestand mit ihren Vorgänger- und Nachfolgeunternehmen von 1870 bis 1999 in Frederikshavn.

## Einzelheiten
Gegründet wurde das Unternehmen 1870 als Holzschiffswerft H.V. Buhl. Später wandelte man die Werft, die inzwischen zum industriellen Eisen- und Stahlschiffsbau übergegangen war, in eine Aktiengesellschaft um und benannte sie zunächst A/S H.V. Buhl & Co., ab 1913 firmierte das Unternehmen dann als A/S Frederikshavn Værft & Flydedok (Frederikshavn-Werft & Schwimmdock AG). Ab Mitte der 1960er Jahre hieß die Werft Frederikshavn Værft & Tørdok A/S (Frederikshavn-Werft & Trockendock AG) und ab 1968 wird die Arbeit der Werften in Helsingør, Ålborg und Frederikshavn unter dem Dach der gemeinsamen Koordinierungsgesellschaft DAN-Værft A/S zusammengefasst. Von 1974 bis 1987 arbeitete man in Frederikshavn unter dem Namen Frederikshavn Værft & Tørdok A/S. Zum 1. Januar 1987 wurden die Frederikshavn Værft, die Aalborg Værft und die ab 1983 nur noch als Reparaturbetrieb fungierende Helsingør Skibsværft unter dem Dach der Lauritzen-Gruppe zur Danyard zusammengeschlossen. 1999 schloss der Betrieb in Frederikshavn seine Pforten.
In der Zeit ihres Bestehens entstanden auf der Werft zahlreiche verschiedene Schiffstypen. Insbesondere mit Spezialschiffsbau, wie beispielsweise Kühlschiffen oder Produktentankern, machte sich das Unternehmen einen Namen. Daneben wurde eine Schiffsreparaturabteilung mit Schwimmdocks betrieben.